# Siegfried Methfessel
Siegfried Methfessel (* 5. Juli 1922 in Dessau; † 22. Juli 2012 in Bochum) war ein deutscher Physiker und Hochschullehrer für Experimentelle Festkörperphysik an der Ruhr-Universität Bochum.
Methfessel studierte Mathematik und Physik an der Universität Halle und schloss 1950 mit dem Diplom ab. 1955 promovierte er an der Bergakademie Clausthal. Danach arbeitete er für IBM in Rüschlikon in der Schweiz und am Thomas J. Watson Research Center in Yorktown Heights. 1966 wurde er Fellow der American Physical Society.
Im Jahr 1969 folgte er dem Ruf an die junge Ruhr-Universität Bochum. Er baute die dortige Physik-Fakultät mit auf und leitete bis 1987 den Lehrstuhl Experimentalphysik IV (Festkörperphysik). Anschließend war Methfessel vier Jahre lang Leiter des Instituts für Physikalische Hochtechnologie (IPHT) in Jena. 
Er suchte den wissenschaftlichen Austausch, lud viele Wissenschaftler, darunter auch Nobelpreisträger wie Nevill Francis Mott nach Bochum ein und nahm bereits in Zeiten des Kalten Kriegs mit Wissenschaftlern aus der Sowjetunion und der Volksrepublik China Kontakt auf. Für die Deutsche Physikalische Gesellschaft baute er das Physikzentrum Bad Honnef mit auf.
Methfessel arbeitete auf dem Gebiet der Festkörperphysik, insbesondere beschäftigte er sich mit Magnetismusphänomenen bei Halbleitern, Supraleitung, Valenz-Instabilitäten und Seltene-Erden-Chalkogeniden, später auch mit amorphen Metallen.
Er war mit der Schriftstellerin Inge Methfessel verheiratet; das Paar hatte fünf Kinder.